# 31 (число)
31 (три́дцять оди́н) — натуральне число між 30 і 32

## Математика
- восьме щасливе число
- 231 = 2147483648
- 31 = 25 - 1

## Наука
- Атомний номер ґалія;
- M31 — номер галактики Туманність Андромеди у каталозі Мессьє.

## Дати
- 31 рік; 31 рік до н. е.
- 1831 рік
- 1931 рік